# Teucrium cubense
Teucrium cubense är en kransblommig växtart som beskrevs av Nikolaus Joseph von Jacquin. Teucrium cubense ingår i släktet gamandrar, och familjen kransblommiga växter. Inga underarter finns listade i Catalogue of Life.